# Матеевичи (Брестская область)
Матеевичи (бел. Мацеевічы) — агрогородок в Жабинковском районе Брестской области Белоруссии. Входит в состав Кривлянского сельсовета. Население — 419 человек (2019).

## География
Матеевичи находятся в 6 км к северо-востоку от Жабинки. Местные дороги ведут в окрестные деревни Большие Сехновичи, Большие Яковчицы и Корды. Местность принадлежит бассейну Вислы, вокруг деревни существует сеть мелиоративных каналов со стоком в канал Палахва и реку Жабинка (оба впадают в Мухавец). Через Матеевичи проходит ж/д линия Брест — Барановичи, есть одноимённая ж/д платформа.

## История
Первое письменное упоминание о деревне Матеевичи относится к 1580 году. Около 1720 года здесь была построена деревянная церковь Рождества Иоанна Предтечи (сохранилась).
После третьего раздела Речи Посполитой (1795 год) в составе Российской империи, с 1801 года принадлежали Кобринскому уезду Гродненской губернии.
В 1860-е годы церковь в селе была перестроена, тогда же рядом построена отдельно стоящая деревянная колокольня.
Согласно Рижскому мирному договору (1921) деревня вошла в состав межвоенной Польши, где принадлежала Кобринскому повету Полесского воеводства. С 1939 года — в составе БССР.

## Население
- 1999 год — 329 человек;
- 2009 год — 370 человек;
- 2019 год — 419 человек[1].

## Достопримечательности
- Деревянная православная церковь Рождества Иоанна Предтечи. Построена около 1720 года, в 1860-е годы перестроена. Памятник деревянного зодчества Белорусского Полесья[5]. Включена в Государственный список историко-культурных ценностей Республики Беларусь[7].  Историко-культурная ценность Республики Беларусь, шифр 112Г000242.